# DeLorean (macchina del tempo)
Nella trilogia di Ritorno al futuro, la macchina del tempo DeLorean è il veicolo per viaggiare nel tempo usato da Emmett "Doc" Brown (Christopher Lloyd) e Marty McFly (Michael J. Fox) per viaggiare attraverso la storia della loro cittadina, Hill Valley, città immaginaria situata nella California settentrionale.
Nella trilogia, la macchina del tempo è stata costruita da Doc a partire da un esemplare di serie dell'autovettura DeLorean DMC-12, e per spostarsi nel tempo necessita di una potenza elettrica di 1,21 gigawatt e di una velocità di 88 miglia orarie.

## Funzionamento

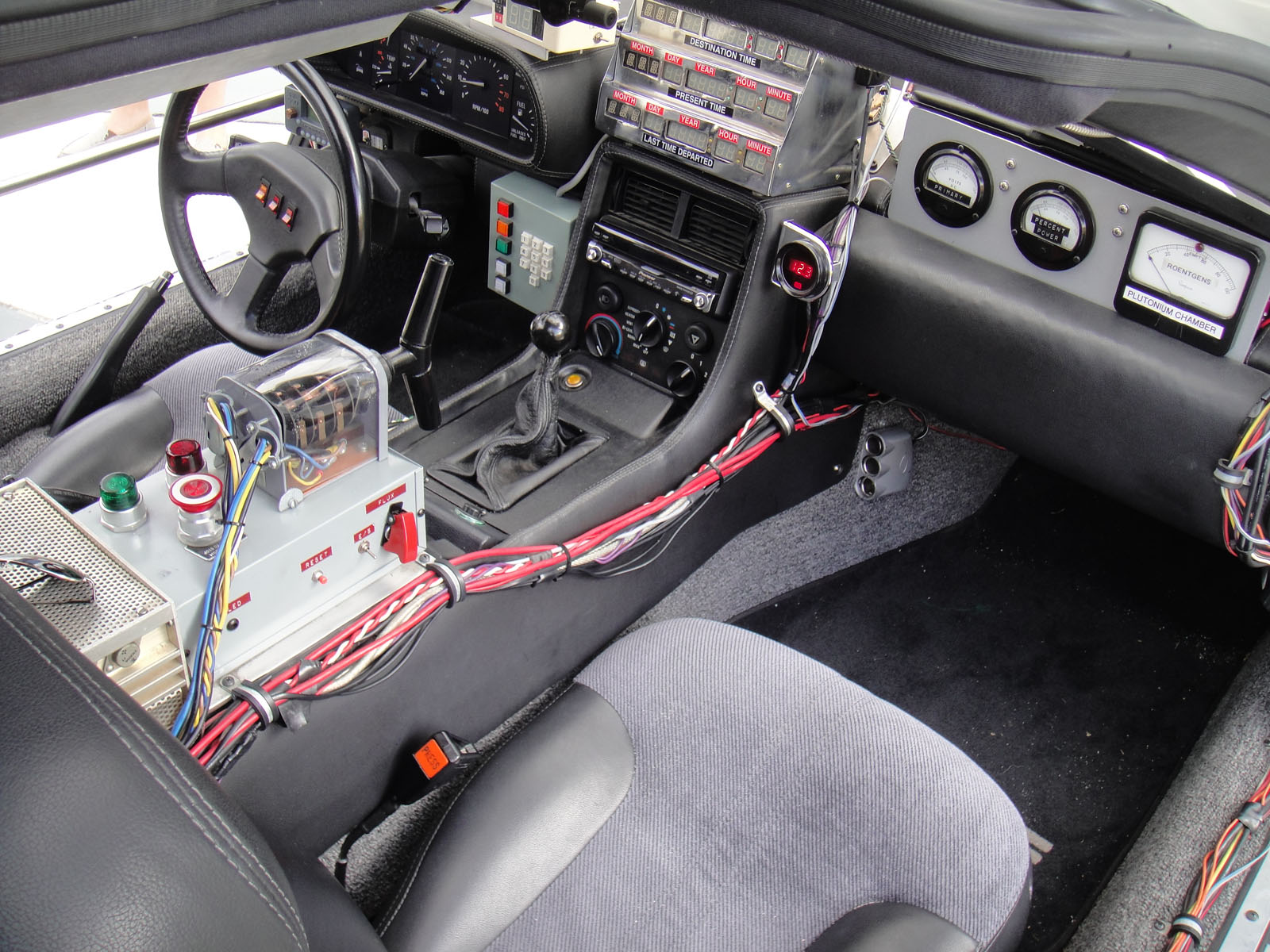
Vista interna dell'abitacolo.

Per viaggiare nel tempo a bordo della DeLorean, si devono azionare i circuiti temporali (anche detti tempo-circuiti o circuiti del tempo) inserendo una chiave. Con l'accensione si visualizzano tre display a sette segmenti (dall'alto verso il basso): uno rosso, uno verde e uno giallo, che indicano rispettivamente la data e l'ora impostate come destinazione, la data e l'ora a cui ci si trova e la data e l'ora da cui si è partiti l'ultima volta che la macchina è stata usata. Si devono quindi impostare data e ora di destinazione sul display tramite una tastiera, per poi accelerare la vettura fino alla velocità di 88 miglia orarie (141,6 km/h).
Raggiunta tale velocità, il flusso canalizzatore si attiva, la DeLorean sparisce in un "accecante" lampo di luce blu, lasciando sulla strada due strisce di fuoco, e il veicolo ed i suoi occupanti si ritrovano alla destinazione temporale impostata. L'assorbimento di energia del trasferimento temporale determina un forte raffreddamento della DeLorean: una volta arrivata a destinazione, la macchina è ricoperta di ghiaccio.
Il viaggio nel tempo non comprende anche un movimento nello spazio: al netto dello spostamento del punto di partenza e di arrivo dovuto alla rotazione della Terra, la posizione della macchina alla fine del salto temporale coincide con quella in cui si trovava all'inizio del salto stesso.

## Alimentazione
In Ritorno al futuro, Doc alimenta la DeLorean caricandovi delle barre di plutonio, che generano, tramite una reazione nucleare, gli 1,21 gigawatt di potenza elettrica necessari al salto temporale; il Doc del 1955, non disponendo di plutonio, rispedisce Marty nel 1985 ricavando l'energia dalla scarica di un fulmine. 
In Ritorno al futuro - Parte II sulla macchina, al posto del serbatoio di plutonio, è installato il dispositivo Mr. Fusion, che consente di ricavare l'energia necessaria introducendovi dei rifiuti. 
In Ritorno al futuro - Parte III Doc dice a Marty che «Il generatore di fusione dà energia ai tempo-circuiti e al flusso canalizzatore, ma il motore a combustione interna funziona con la normale benzina, lo ha sempre fatto!».

### Mr. Fusion

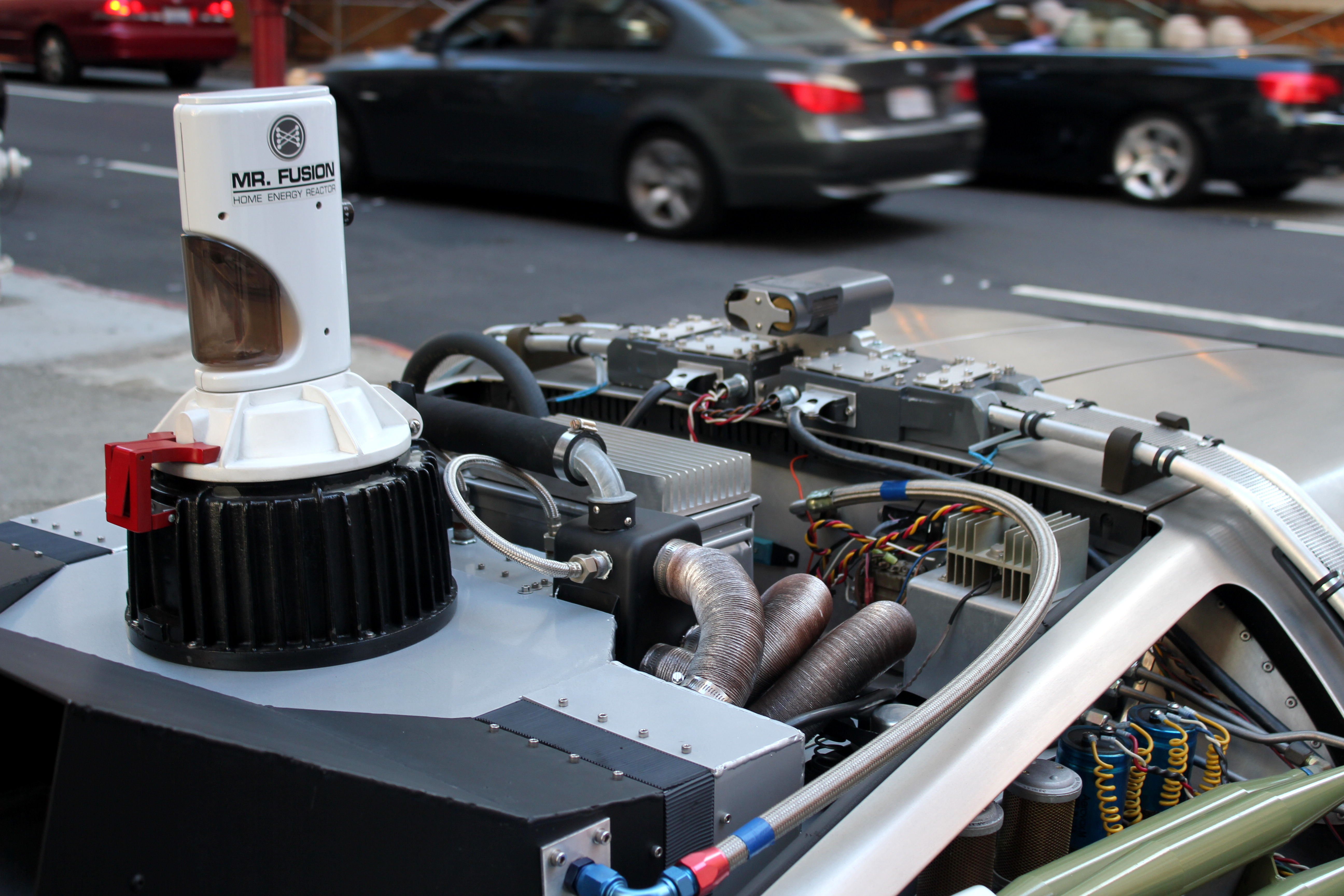
Il dispositivo Mr. Fusion portato al debutto nel secondo capitolo.

Il Mr. Fusion Home Energy Reactor, anche chiamato generatore di fusione nel doppiaggio italiano, è un apparecchio usato come fonte di alimentazione dalla DeLorean nel secondo e nel terzo film della trilogia. Compare per la prima volta alla fine del primo film: per costruirlo gli attrezzisti hanno modificato un macinacaffè che ha nella realtà un nome simile a quello di questo dispositivo immaginario, il Krups Mr. Coffee (per la precisione un modello 223A Coffina Coffee Grinder).
Questo dispositivo estrae energia dai rifiuti inseriti al suo interno, avviando una reazione di fusione nucleare che alimenta i circuiti temporali e il flusso canalizzatore. Nei film il dispositivo consente alla DeLorean di sviluppare gli 1,21 gigawatt necessari al flusso canalizzatore per viaggiare nel tempo. L'energia prodotta dal dispositivo sostituisce quella data dal plutonio che, nel primo film, era la fonte di energia per il viaggio nel tempo della DeLorean (in tale versione l'auto poteva compiere un singolo viaggio per ogni carica di plutonio).
In Ritorno al futuro - Parte II, quando Doc sta parcheggiando la DeLorean all'arrivo nel 2015, si può notare una scritta su un bidone alle loro spalle, Fusion Industries, che è il nome dell'azienda che produce i dispositivi Mr. Fusion. Si tratta quindi un dispositivo regolarmente in commercio nel futuro, non di un'invenzione di Doc.

## Equipaggiamento

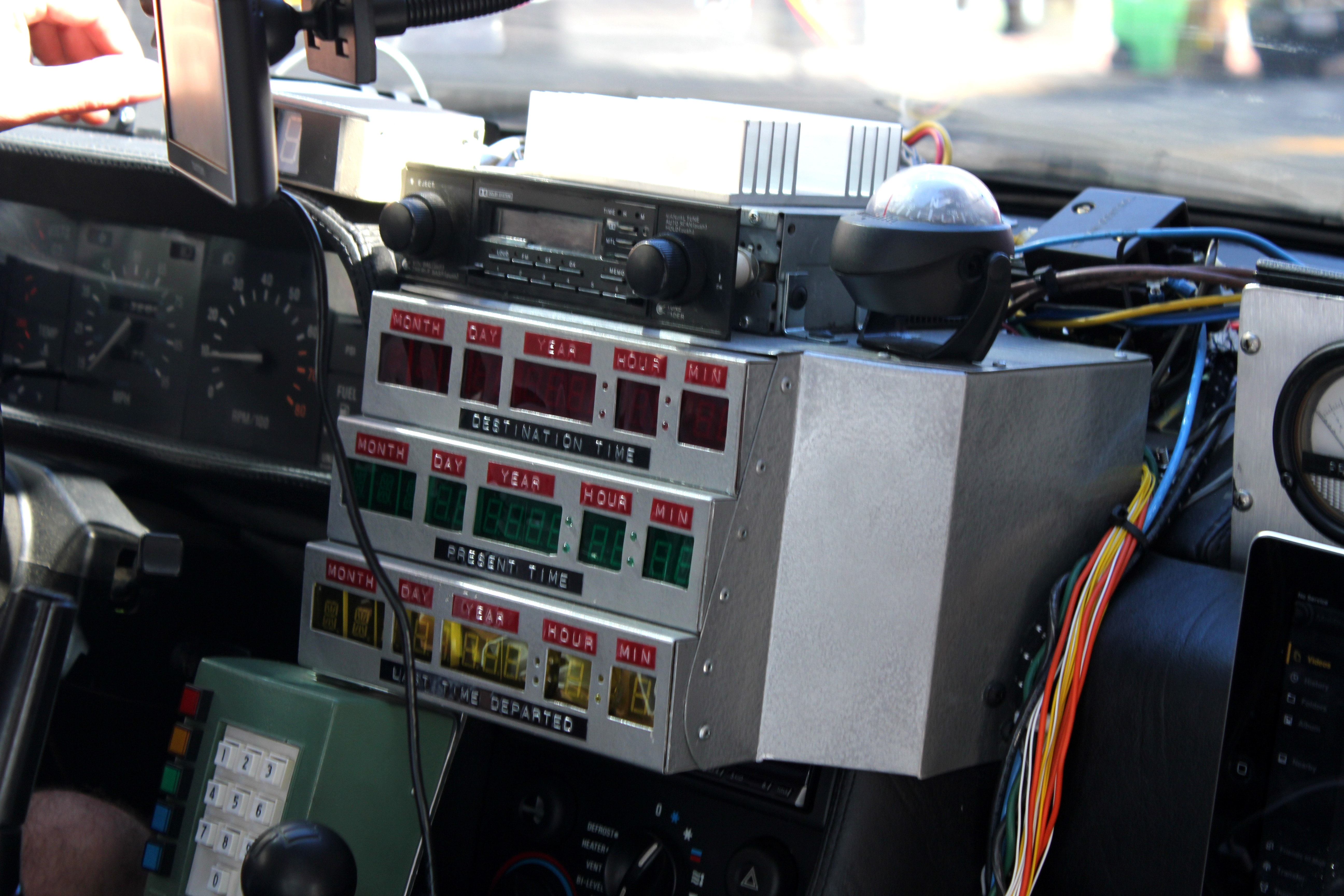
I circuiti temporali.

### Flusso canalizzatore
Il flusso canalizzatore (nell'originale flux capacitor, nella serie animata tradotto più fedelmente in condensatore di flusso) è il componente chiave per il viaggio nel tempo. È situato dietro i sedili della DeLorean e appare come un incrocio a "Y" di tre tubicini in cui scorre qualcosa di luminoso, sistemato in uno scompartimento rettangolare; non viene descritto cosa sia esattamente il flusso canalizzatore e come funzioni fisicamente.
Doc racconta di aver concepito l'idea di tale dispositivo il 5 novembre 1955, mentre stava appendendo al muro un orologio in piedi sul water. La porcellana era bagnata e Doc scivolò, battendo la testa sul lavandino e svenendo sul colpo: non appena riprese i sensi gli si manifestò, scolpita nella testa, una visione del flusso canalizzatore. Quando Doc mostra a Marty il congegno nel 1985, racconta che gli ci sono voluti 30 anni e tutto il suo patrimonio per realizzare l'invenzione.

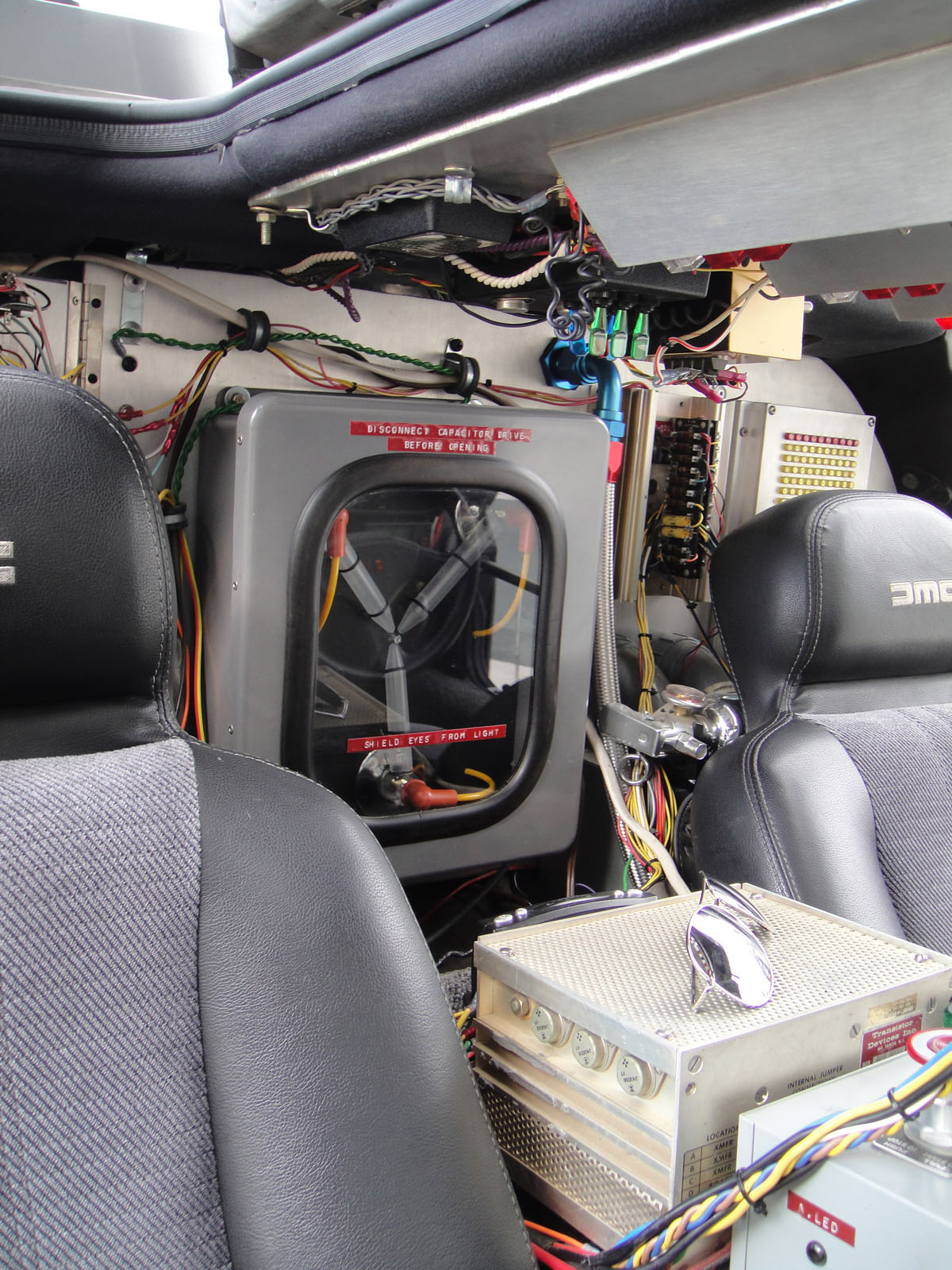
Il flusso canalizzatore che permette i viaggi temporali

Nel primo film, il flusso canalizzatore è alimentato da una pila atomica al plutonio, dato che una reazione nucleare è l'unico modo conosciuto per sviluppare gli 1,21 gigawatt di potenza necessari. Nel secondo e nel terzo, invece, occorre introdurre della comune spazzatura nel dispositivo Mr. Fusion, di cui la macchina è stata equipaggiata, che avvia una reazione di fusione nucleare e sviluppa la medesima energia.
Il flusso canalizzatore si attiva automaticamente nel momento in cui l'auto raggiunge la velocità di 88 miglia orarie (141,6 km/h), ed è indifferente che l'accelerazione necessaria a raggiungere tale velocità sia ottenuta tramite il motore a combustione interna oppure tramite spinta o traino dall'esterno. Un flusso canalizzatore più piccolo appare in Back to the Future: The Ride.

#### Com'è stato costruito
Nei tre film non si conosce come e con quali materiali sia stato realizzato il flusso canalizzatore, benché a un certo punto Doc, nel primo film, accenni: «E inoltre, l'acciaio inossidabile del telaio ha permesso che il flusso...» venendo però interrotto dall’arrivo della DeLorean dal viaggio sperimentale.

#### "Gigowatt" o "Gigawatt"
La potenza necessaria al flusso canalizzatore è pronunciata nei film come "uno virgola ventuno gigowatt". Questa pronuncia del gigawatt è una delle numerose varianti del nome accettata. Il romanzo basato sul primo film tuttavia riporta correttamente gigawatt, e Doc stesso usa il termine "gigawatts" all'inizio del terzo film.

#### Elettronica
Il concetto di "flusso" è solitamente utilizzato in elettronica per la teoria elettromagnetica e per le sue applicazioni, ma raramente nel contesto di un condensatore. In linea generale, il termine flusso indica semplicemente la rapidità con cui le quantità (ad esempio una carica elettrica) passano attraverso un'unità di superficie.
Sebbene "condensatore di flusso" sia una locuzione di fantasia, è poi stata utilizzata anche in reali contesti scientifici. Il brevetto numero 6084285 Archiviato il 13 maggio 2018 in Internet Archive. degli Stati Uniti descrive un "condensatore di flusso laterale con un perimetro frattale". L'idea è quella di creare un condensatore in un circuito integrato, dove una parte delle sue capacità rimane dentro i due driver un unico livello (da qui il concetto "laterale").

#### Traduzione di "flux capacitor"
Il nome dell'apparecchio nella versione originale dei film è "flux capacitor", che significa "condensatore di flusso"; tuttavia, nella maggior parte delle versioni non originali, tale nome non è stato tradotto alla lettera, portando quindi a nuove denominazioni.
- Il doppiaggio italiano del film traduce flux capacitor in "flusso canalizzatore", che nel linguaggio inglese si tradurrebbe channeling flux; tuttavia, quando il Doc del 1955 legge la lettera a Marty scritta dal Doc del 1985 finito nel 1885 nel terzo film, si ha l'unica scena in cui non viene detto "flusso canalizzatore" ma "condensatore del flusso", l'esatta traduzione del nome originale.
- Il doppiaggio spagnolo del film traduce la parola flux in fluzo invece di flujo. Tuttavia il nome corretto dovrebbe essere condensador de flujos.
- Nel doppiaggio tedesco il nome del dispositivo è stato tradotto come Fluxkompensator ("compensatore di flusso"). In realtà la corretta traduzione sarebbe Flusskondensator.
- Nella versione francese, la DeLorean necessita di 2,21 gigawatt invece di 1,21. Il flusso canalizzatore è stato chiamato convecteur temporel ("convettore temporale"). La corretta traduzione invece dovrebbe essere condensateur de flux.
- Per la versione brasiliana/portoghese del film, il nome del flusso canalizzatore è stato correttamente tradotto come capacitor de fluxo.
- Nella versione turca, il dispositivo è stato chiamato akı kapasitörü, ma la corretta traduzione del nome del dispositivo è akı kondansatörü.

### Altri elementi

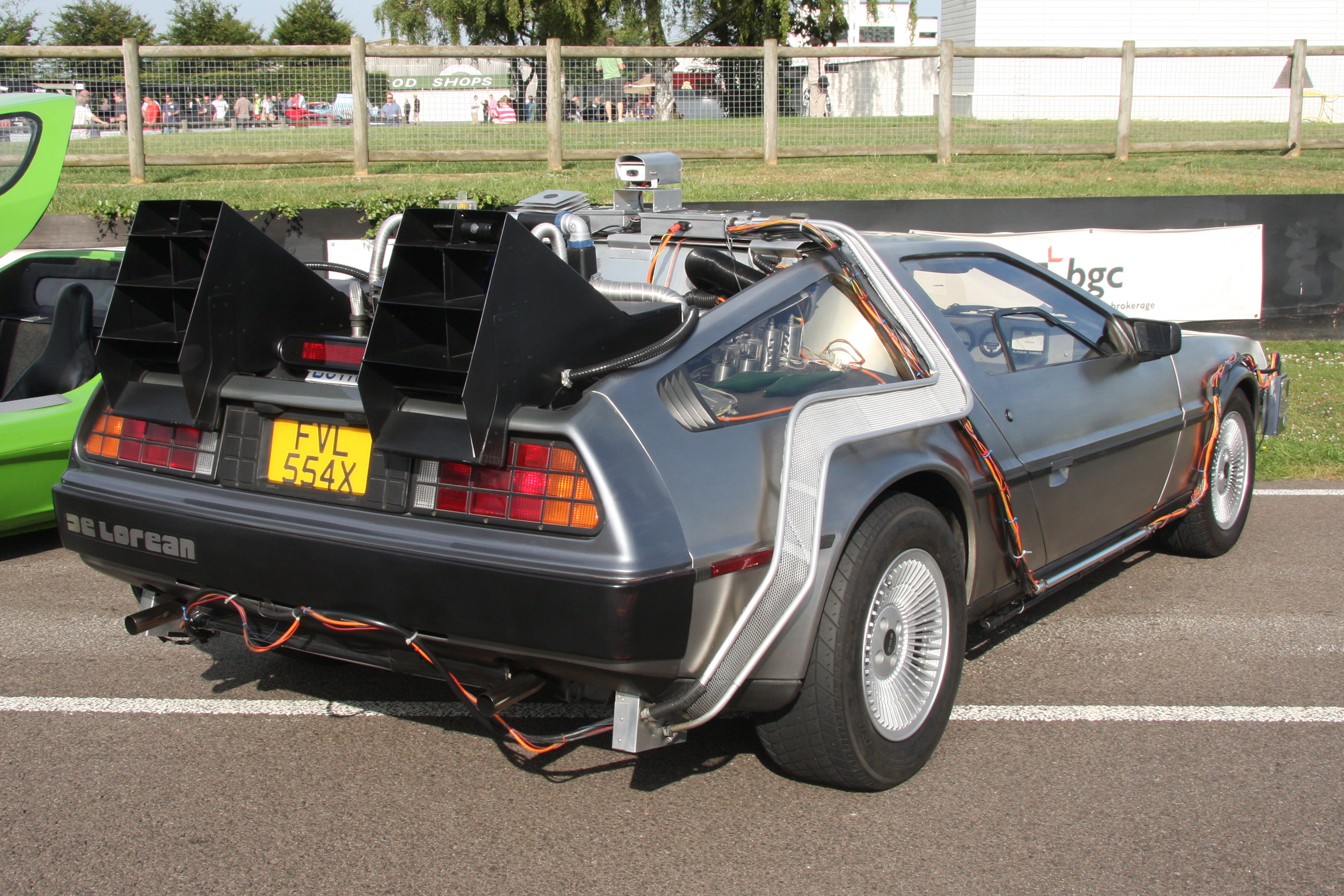
Visuale posteriore, con le ventole e il reattore nucleare.

La DeLorean, in Ritorno al futuro - Parte II, viene equipaggiata con un dispositivo a reazione che le permette di sollevarsi con le ruote parallele al suolo e di volare. Nel finale della Parte II tale dispositivo si danneggia quando il veicolo è colpito dal fulmine che manda Doc nel 1885, e da quel momento la vettura, nei film, non volerà più.
Nel videogioco pubblicato per PC e PS3 nel 2011, la DeLorean ricomincia a volare nel secondo dei cinque episodi, e acquisisce due nuovi gadget.
Il primo di essi è l'Automatic Retrieval System (sistema di recupero automatico), che aziona automaticamente il sistema di viaggio nel tempo della DeLorean facendola arrivare alla casa di Doc negli anni ottanta senza dover raggiungere le 88 miglia orarie ed entra in funzione dopo un po' di tempo che la macchina non viene usata. È aggiunto da Doc dopo gli eventi di Ritorno Al Futuro 3 affinché Marty potesse aiutarlo, nel caso in cui fallisse nel tornare a casa da un'altra epoca. Il secondo componente aggiuntivo è un sistema antifurto aggiunto dall'alter-ego di Doc del presente alternativo, Citizen Brown. Consiste in tre spine posizionate sulla DeLorean, due sul cofano e una vicino al Mr. Fusion, alle quali si possono collegare tre radar per il controllo a distanza dei circuiti temporali e del flusso canalizzatore della DeLorean tramite un altro radar.
All'inizio del primo film la targa della DeLorean è caratterizzata dallo stile delle targhe automobilistiche della California e riporta scritto "OUTATIME" (alla lettera "fuori da un tempo"). In California è possibile avere targhe personalizzate di 7 lettere, anche se "OUTATIME" ne ha 8. Quando Doc torna dal futuro alla fine del primo film, invece, la DeLorean ha una targa arancione con un codice a barre argentato, che manterrà per il resto della trilogia.

## Varianti
Quando la DeLorean viene distrutta alla fine della trilogia, Doc costruisce un nuovo flusso canalizzatore e lo usa per costruire una locomotiva del tempo (ricavata da una locomotiva del XIX secolo). A differenza del suo predecessore, il flusso canalizzatore della locomotiva è alimentato a vapore ed è situato nella parte frontale del veicolo invece che all'interno. La locomotiva ha anche la capacità di volare (funzione detta anche conversione hover), come la DeLorean alla fine della parte I e in tutta la parte II.
Nella serie animata, Doc ricostruisce la DeLorean, ripristinando la maggior parte delle sue caratteristiche, tra cui Mr. Fusion e la conversione hover.
Nel videogioco Back to the Future: The Game compare un duplicato temporale della DeLorean originale (quella della trilogia di film), recuperata da Doc in uno dei suoi viaggi successivi. Questo duplicato è stato creato al termine di Parte II, quando la DeLorean originale fu colpita da un fulmine e viaggiò sino al 1885. Un suo duplicato stabile e perfettamente uguale apparve privo di conducente nel 2025, sicché Doc ha potuto recuperarla con la sua locomotiva del tempo. La DeLorean duplicata è in tutto e per tutto quella di Parte II, compresi i difetti nei comandi temporali, per i quali il display indica date casuali o illeggibili in determinate circostanze, con in più una funzione di "recupero automatico" tale da trasferire la DeLorean in una data sicura, prescelta da Doc Brown, qualora la macchina non venga usata per un tempo prestabilito.

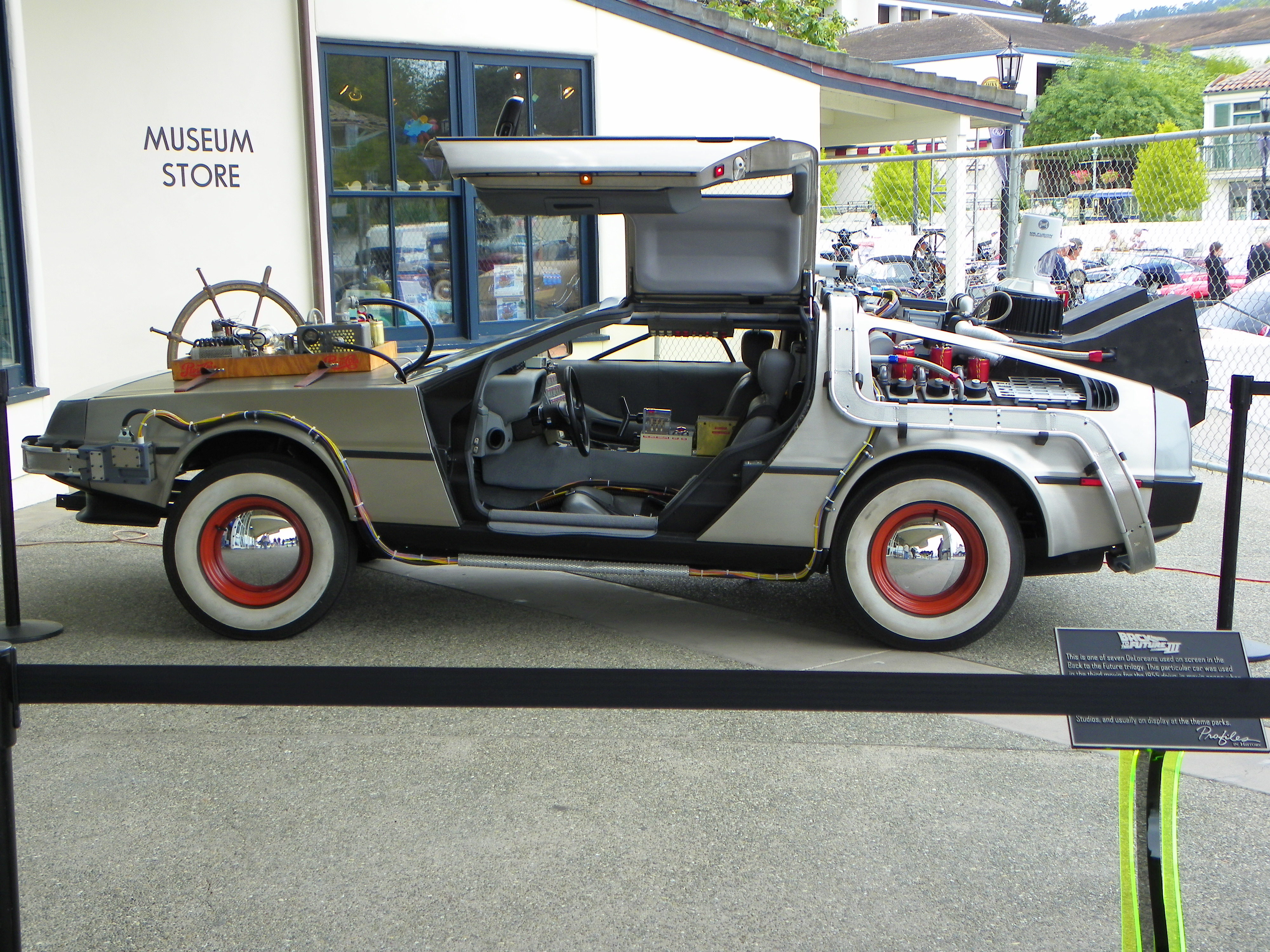
La speciale versione utilizzata nel terzo capitolo, riparata attingendo alla tecnologia del 1955.

Questa DeLorean viene ulteriormente duplicata e modificata, quando Marty altera di nuovo il tempo, danneggiandola gravemente, ed è riparata da un Doc Brown alternativo, che non ha mai sviluppato la tecnologia per viaggiare nel tempo. Siccome l'Emmett Brown della linea temporale alternativa aveva a disposizione solo note parziali sul flusso canalizzatore, questa DeLorean presenta nuovi e più gravi difetti, accumulando errori nella destinazione stabilita tanto più gravi quanto sono i tentativi di viaggio: per tale ragione, il "Cittadino Brown", il Doc alternativo, è costretto a installare un dispositivo diagnostico, dall'aspetto di una scatola di legno con una lampadina rossa e blu in cima, e lampadine simili sulle spire installate sulla carrozzeria della macchina..
Col ripristino della linea temporale, il "duplicato originale" ritorna a esistere, tutte le alterazioni del "Cittadino Brown" e i danni provocati da Marty sono eliminati mentre il "decadimento temporale" distrugge il secondo clone, ovvero, eliminati i presupposti della sua esistenza, le due DeLorean tornano a essere un solo, unico "duplicato".
Mentre il treno resta con Clara, Giulio e Verne - i quali godono la stessa esistenza di viaggiatori del tempo di Doc - la DeLorean duplicata continua a essere il mezzo di trasporto primario di Doc Brown.

## Sviluppo

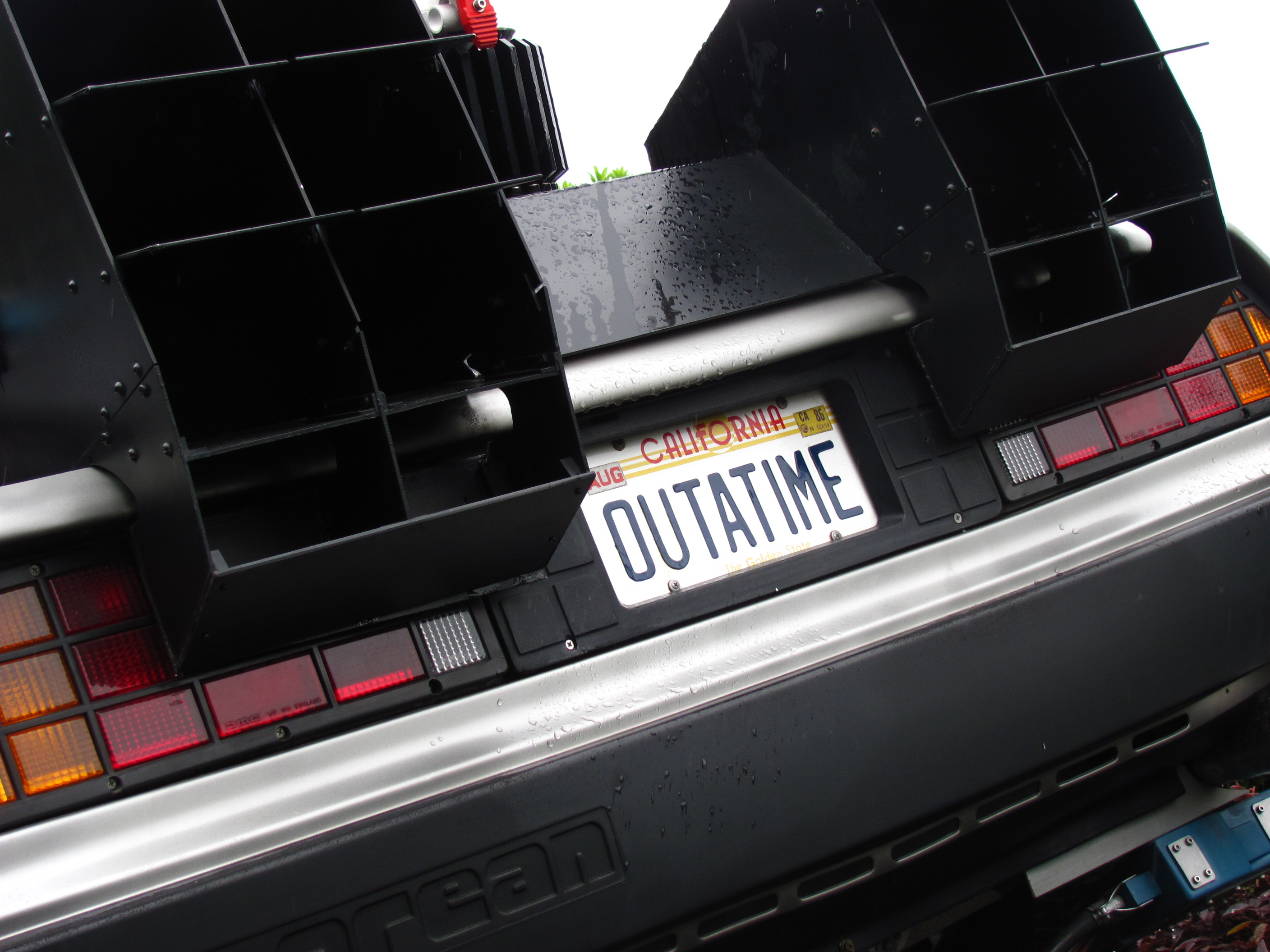
Primo piano delle ventole e della targa personalizzata.

Nella prima bozza della sceneggiatura di Ritorno al futuro ad opera di Robert Zemeckis e Bob Gale, la macchina del tempo consisteva in un dispositivo laser all'interno di una stanza. Nella seconda stesura gli autori immaginarono un frigorifero come macchina del tempo: Zemeckis ha spiegato in un'intervista che questa idea fu respinta per timore che i bambini, ideando giochi ispirati ai film, si rinchiudessero nei frigoriferi e potessero rimanervi intrappolati. Nel terzo progetto del film la macchina del tempo diventò un'autovettura, poiché Zemeckis pensò che un dispositivo temporale che il viaggiatore potesse portare sempre con sé fosse la soluzione migliore dal punto di vista narrativo.
Per quanto riguarda la scelta del modello di automobile da utilizzare come base per la macchina del tempo, si optò per la DeLorean DMC-12 in quanto rendeva plausibile la scena in cui Marty, appena giunto nel 1955, finisce nel granaio dei Peabody, che, svegliati dal fracasso, scambiano la vettura per un'astronave aliena a causa della caratteristica carrozzeria in accaio inossidabile e, vedendo uscire Marty vestito con una tuta anti-radiazioni dalle futuristiche portiere ad ali di gabbiano, pensano che sia un alieno mutato in forma umana.
Il dipartimento artistico fu incaricato di disegnare bozzetti per la struttura della DeLorean. Il primo artista ad affrontare il tema fu Andrew Probert. Il produttore Bob Gale reputò i suoi disegni «troppo perfetti»: l'aspetto della DeLorean, secondo lui, doveva essere più 'arrangiato', più pericoloso. Il compito fu quindi affidato a Ron Cobb, a cui si devono le ventole e il reattore nucleare sul retro del veicolo.
Dopo che Cobb apportò le modifiche al veicolo, venne richiamato Probert per finire il disegno della DeLorean e portarla alla sua forma definitiva. Alla fine del primo film della trilogia le ventole diventarono il sistema di propulsione per il miglioramento della DeLorean che, dopo essere stata nel futuro, ha potuto anche volare grazie alla "conversione hover".